# Marlie Packer
Pour les articles homonymes, voir Packer.

a Compétitions nationales et continentales officielles uniquement.

b Matchs officiels uniquement.
Dernière mise à jour le 7 juin 2024.
Marlie Packer, née le 2 octobre 1989 à Yeovil (Angleterre), est une joueuse internationale anglaise de rugby à XV, occupant le poste de troisième ligne aile. Elle joue aux Saracens.

## Biographie
Marlie Packer fréquente l'école de Birchfield, Buckler’s Mead et le Yeovil College, elle a une formation de plombier.
Elle commence sa carrière de rugby à XV à l'âge de cinq ans avec les Ivel Barbarians, un club où elle passe treize années. Elle rejoint ensuite Bath Rugby avant de jouer à Bristol Rugby en 2009. Elle connaît les sélections des moins de 19 ans, de moins de 20, et chez les A avant de franchir le dernier palier et de faire des débuts internationaux avec l'équipe d'Angleterre de rugby à XV et de rugby à sept.
Elle remporte le Tournoi des Six Nations 2012.
Marlie Packer dispute également la Coupe du monde de rugby à sept 2013.
Elle est retenue pour la Coupe du monde de rugby à XV 2014, elle dispute deux rencontres de poule : une comme titulaire et l'autre comme remplaçante entrée en jeu. Elle marque deux essais contre l'Espagne. L'Angleterre termine première de poule avec deux victoires et un match nul 13-13 concédée aux Canadiennes ; elle affronte l'Irlande en demi-finale. Elle s'impose puis gagne contre le Canada en finale.
En septembre 2022, elle est sélectionnée pour disputer la Coupe du monde de rugby à XV en Nouvelle-Zélande sous les couleurs de son pays.
À l'automne suivant, elle fait partie des trente joueuses qui partent dans ce même pays participer pour l'Angleterre au WXV 2023. Elle est sacrée Meilleure joueuse du monde World Rugby en 2023.
Elle remporte le prix spécial du mérite aux RPA Awards 2024.
En juillet 2025, elle est sélectionnée pour la Coupe du monde en Angleterre.

## Palmarès

### En club
- Vainqueur du Championnat d'Angleterre en 2018, 2019 et 2022.

### En équipe nationale
- Vainqueur du Tournoi des Six Nations à douze reprises (dont dix Grand Chelem).
- Vainqueur de la Coupe du monde en 2014.
- Vainqueur du WXV en 2023 et 2024.

### Distinctions individuelles
- Nommée Meilleure joueuse du monde World Rugby en 2023.
- Élue The RPA Special Merit Award en 2024.